# Jim Oberstar
James Louis Oberstar, detto Jim (Chisholm, 10 settembre 1934 – Potomac, 3 maggio 2014), è stato un politico statunitense, membro della Camera dei Rappresentanti per lo stato del Minnesota dal 1975 al 2011.

## Biografia
Nato e cresciuto nel Minnesota, Oberstar, figlio di un minatore, studiò al Collegio d'Europa e successivamente trovò lavoro come collaboratore del deputato John Blatnik.
Dopo aver lavorato presso Blatnik per circa dodici anni, nel 1974 Oberstar si candidò per il suo seggio quando l'uomo annunciò il proprio ritiro. Oberstar riuscì facilmente a farsi eleggere, anche grazie all'appoggio di Blatnik e del Partito Democratico. Da allora venne rieletto altre diciassette volte con elevate percentuali di voto.
Nel 2010 Oberstar chiese un altro mandato, ma fu sconfitto di misura dall'avversario repubblicano Chip Cravaack e dovette abbandonare la Camera dei Rappresentanti dopo trentasei anni di servizio.
Sebbene durante la sua permanenza al Congresso fosse considerato un democratico progressista, Oberstar espresse alcune posizioni contrastanti con quelle del suo partito, come ad esempio sui temi dell'aborto e del controllo delle armi.